# Altes Schloss Schwarzenfeld

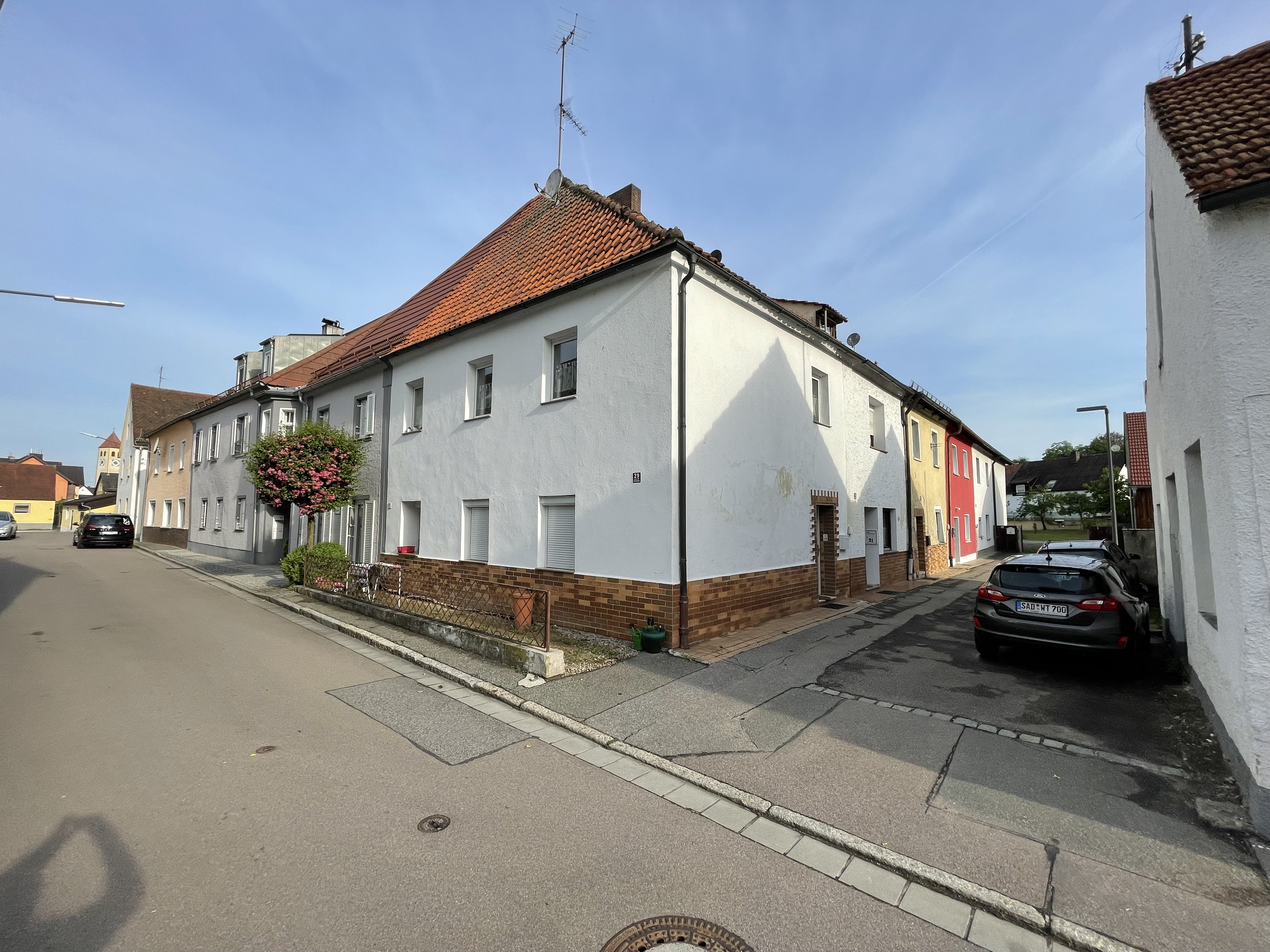
Altes Schloss Schwarzenfeld, 2022. Blick auf die Straßenecke Kirchstraße 29 mit den Gebäuden Kirchstraße 27 links davon sowie Kirchstraße 31, 33, 35 und 37 rechts davon

Das denkmalgeschützte Alte Schloss Schwarzenfeld (auch Plankenfelser Schlösschen genannt) befindet sich im oberpfälzischen Markt Schwarzenfeld im Landkreis Schwandorf von Bayern (Kirchstraße 27, 29, 31, 33, 35 und 37). Die Anlage ist unter der Aktennummer D-3-76-163-2 als Baudenkmal verzeichnet. „Archäologische Befunde des Mittelalters und der frühen Neuzeit im Bereich des ‚Alten Schlosses‘ in Schwarzenfeld, darunter die Spuren von Vorgängerbauten bzw. älterer Bauphasen“ werden zudem als Bodendenkmal unter der Aktennummer D-3-6638-0175 geführt.

## Geschichte
Das erste Schloss bzw. die erste Burg in Schwarzenfeld wurde im Jahre 1372 von Conrad Pullenhofer erbaut und ging dann von 1389 in den Besitz der Plankenfelser über. Die Plankenfelser erweiterten den eher unscheinbaren Bau und fügten im 15. Jahrhundert vier Türme hinzu, die wohl während des Dreißigjährigen Krieges zerstört wurden. Ab 1586 gehörte das Schloss wechselnden Besitzern. 1642 erfolgten größere Umbauten bei Erhaltungs- und Renovierungsmaßnahmen durch Hans Friedrich Teuffel von Birkensee. Im Jahr 1707 zerstörte ein Brand das Schloss sowie die umliegenden Gebäude. Auf den Grundmauern des früheren Schlosses wurde ein neues Gebäude erbaut, das Plankenfelser Schlössl genannt wurde. Am 3. März 1814 verkaufte die letzte adlige Besitzerin Freiin Elise von Bernclau das Gebäude für 2000 Gulden an den Zimmermeister Lorenz Ruidisch. Seit dem 28. März 1938 ist es im Besitz der Familie Lindner.

## Baulichkeit des Alten Schlosses Schwarzenfeld

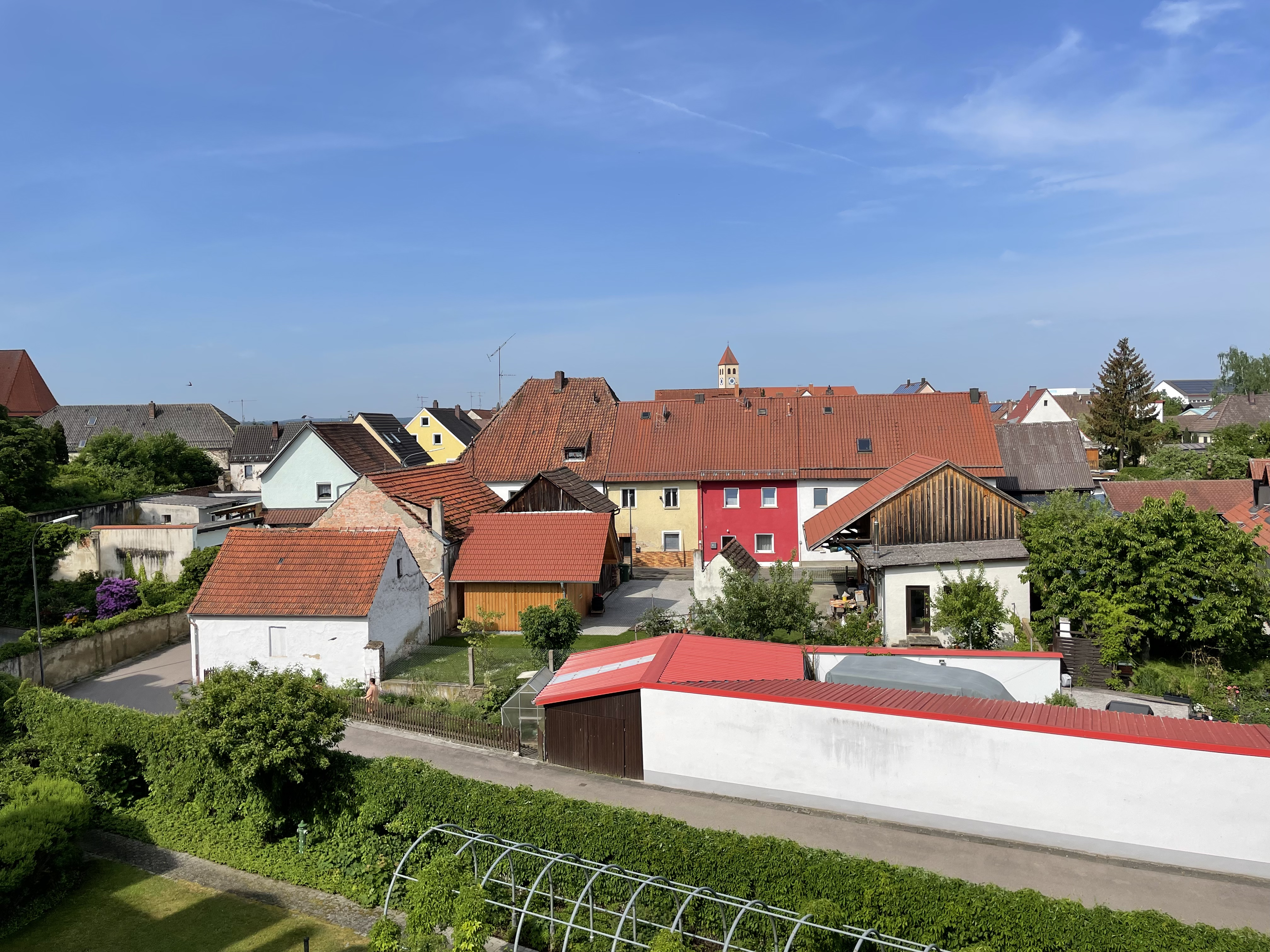
Blick vom Hotel Schloss Schwarzenfeld auf das Alte Schloss Schwarzenfeld (2022)

Das ehemalige Schloss ist in mehrere Einzelabschnitte aufgeteilt, die farblich und mit Lisenen voneinander abgesetzt sind. Der zweigeschossige Bau ist zum Teil ein Walmdachbau. Eines der Gebäude ist straßenseitig mit einem Erker versehen.